# Bešići (Republika Serbska)
Bešići (cyr. Бешићи) – wieś w Bośni i Hercegowinie, w Republice Serbskiej, w gminie Milići. W 2013 roku liczyła 208 mieszkańców.